# العلاقات الأيرلندية الدومينيكانية
العلاقات الأيرلندية الدومينيكانية هي العلاقات الثنائية التي تجمع بين جمهورية أيرلندا وجمهورية الدومينيكان.

## مقارنة بين البلدين
هذه مقارنة عامة ومرجعية للدولتين:
| وجه المقارنة                                              | جمهورية أيرلندا                                       | جمهورية الدومينيكان |
| --------------------------------------------------------- | ----------------------------------------------------- | ------------------- |
| المساحة (كم2)                                             | 70.27 ألف                                             | 48.67 ألف           |
| عدد السكان (نسمة)                                         | 4.76 مليون                                            | 10.40 مليون         |
| الكثافة السكانية (ن./كم²)                                 | 67.74                                                 | 213.68              |
| العاصمة                                                   | دبلن                                                  | سانتو دومينغو       |
| اللغة الرسمية                                             | اللغة الأيرلندية، لغة إنجليزية، الإنجليزية الأيرلندية | اللغة الإسبانية     |
| العملة                                                    | جنيه أيرلندي، يورو، عملات اليورو الأيرلندية           | بيزو دومنيكاني      |
| الناتج المحلي الإجمالي (بليون دولار)                      | 333.73 مليار                                          | 75.93 مليار         |
| الناتج المحلي الإجمالي (تعادل القوة الشرائية) بليون دولار | 318.16 مليار                                          | 149.89 مليار        |
| الناتج المحلي الإجمالي الاسمي للفرد دولار أمريكي          | 61.13 ألف                                             | 6.47 ألف            |
| الناتج المحلي الإجمالي للفرد دولار أمريكي                 |                                                       | 13.26 ألف           |
| مؤشر التنمية البشرية                                      | 0.916                                                 | 0.715               |
| رمز المكالمات الدولي                                      | +353                                                  | +1809، +1829، +1849 |
| رمز الإنترنت                                              | .ie                                                   | .do                 |
| المنطقة الزمنية                                           | 00، ت ع م+01:00، أوروبا/دبلن ‏                         | 00                  |

## منظمات دولية مشتركة
يشترك البلدان في عضوية مجموعة من المنظمات الدولية، منها:
| علم المنظمة | اسم المنظمة                        | تاريخ انضمام جمهورية أيرلندا | تاريخ انضمام جمهورية الدومينيكان |
| ----------- | ---------------------------------- | ---------------------------- | -------------------------------- |
|             | المنظمة الهيدروغرافية الدولية      | ?                            | ?                                |
|             | الاتحاد البريدي العالمي            | ?                            | ?                                |
|             | يونسكو                             | 3 أكتوبر 1961                | 4 نوفمبر 1946                    |
|             | البنك الدولي للإنشاء والتعمير      | 8 أغسطس 1957                 | 18 سبتمبر 1961                   |
|             | منظمة التجارة العالمية             | ?                            | ?                                |
|             | وكالة ضمان الاستثمار متعدد الأطراف | 27 أكتوبر 1989               | 7 مارس 1997                      |
|             | منظمة الشرطة الجنائية الدولية      | ?                            | ?                                |
|             | مؤسسة التمويل الدولية              | 11 سبتمبر 1958               | 31 أكتوبر 1961                   |
|             | الأمم المتحدة                      | 14 ديسمبر 1955               | 24 أكتوبر 1945                   |
|             | مؤسسة التنمية الدولية              | 22 ديسمبر 1960               | 16 نوفمبر 1962                   |
|             | منظمة حظر الأسلحة الكيميائية       | ?                            | ?                                |